# Astyanax villwocki
Astyanax villwocki es una especie de pez de la familia Characidae en el orden de los Characiformes.

## Morfología
Los machos pueden llegar alcanzar los 11,4 cm de longitud total.

## Hábitat
Vive en zonas de clima tropical.

## Distribución geográfica
Se encuentran en Sudamérica: cuencas de los ríos  Ucayali,  Beni y  Mamoré.